# إينتشة (شاهين دج)
إينتشة هي قرية في مقاطعة شاهين دج، إيران. عدد سكان هذه القرية هو 218 في سنة 2006.